# سینمای مالدیو
سینمای مالدیو، صنعت فیلم‌سازی به زبان مالدیوی است که در شهر ماله، مالدیو قرار دارد. سبک غالب سینمای مالدیو، سینمای ملودرام است که از دهه ۱۹۹۰ توسعه یافت و تا به امروز، مشخصه بیشتر فیلم‌ها است. سینما در سال ۱۹۷۹ در مالدیو مطرح شد. از نظر زبانی، فیلم‌های مالدیوی تمایل دارند از زبان دیوهی استفاده کنند که برای گویندگان بازیگران بومی قابل فهم است، در حالی که فیلم‌های امروزی مالدیوی به‌طور فزاینده‌ای زبان انگلیسی را نیز در خود جای داده‌اند. در طول دهه ۱۹۹۰، بسیاری از فیلم‌های مالدیوی از بالیوود الهام گرفته شدند و برخی از این فیلم‌ها، بازساخته‌های غیررسمی از آن فیلم‌ها بودند. این صنعت به رشد خود ادامه داد و برخی از فیلم‌های موفق مالدیوی تولید شدند.